# Hyperoglyphe
Hyperoglyphe – rodzaj morskich ryb z rodziny
pompilowatych.

## Klasyfikacja
Gatunki zaliczane do tego rodzaju:

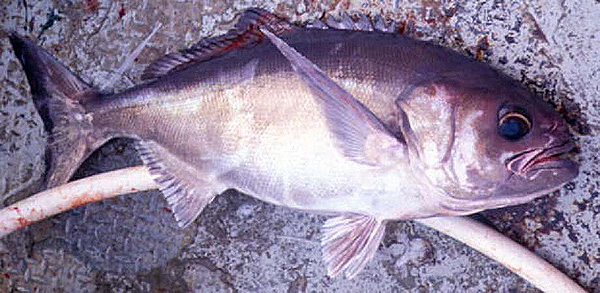
Hyperoglyphe antarctica
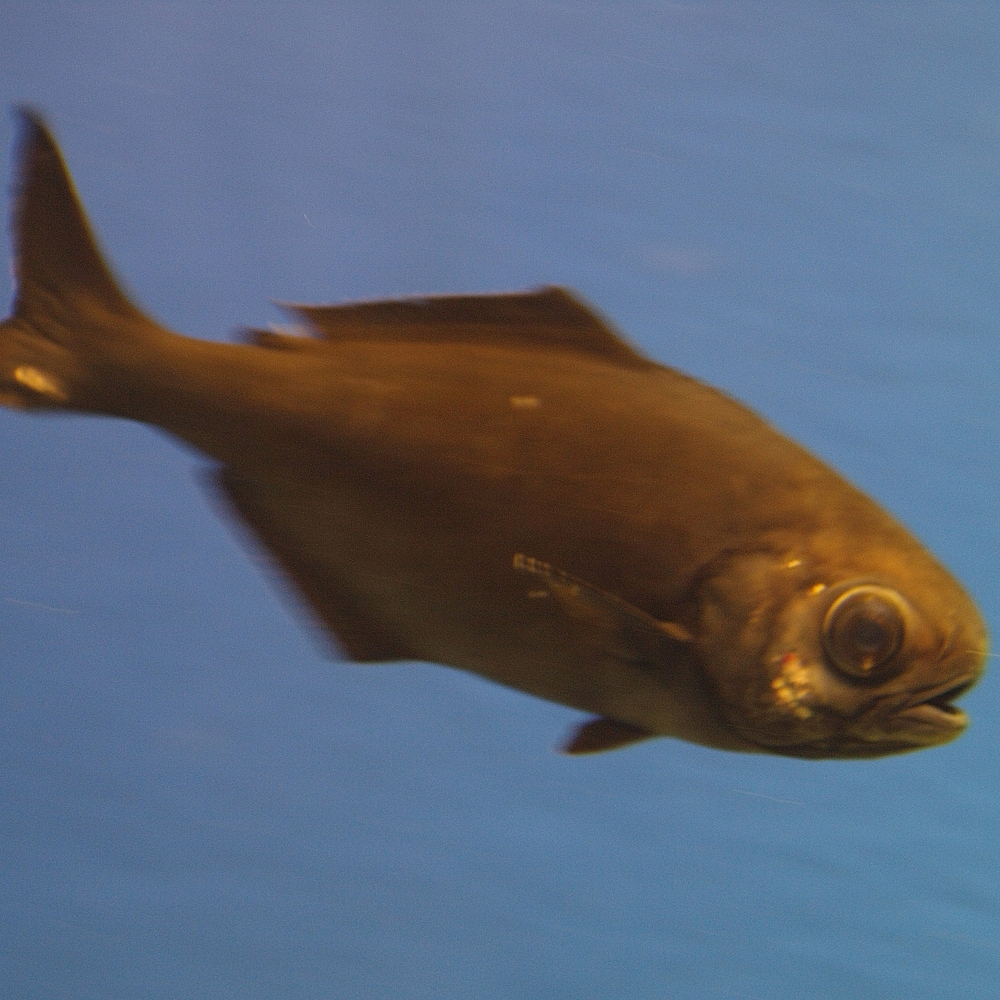
Hyperoglyphe bythites
- Hyperoglyphe japonica
- Hyperoglyphe macrophthalma
- Hyperoglyphe perciformis
- Hyperoglyphe pringlei

- Hyperoglyphe antarctica
- Hyperoglyphe japonica